# 王立裁判所

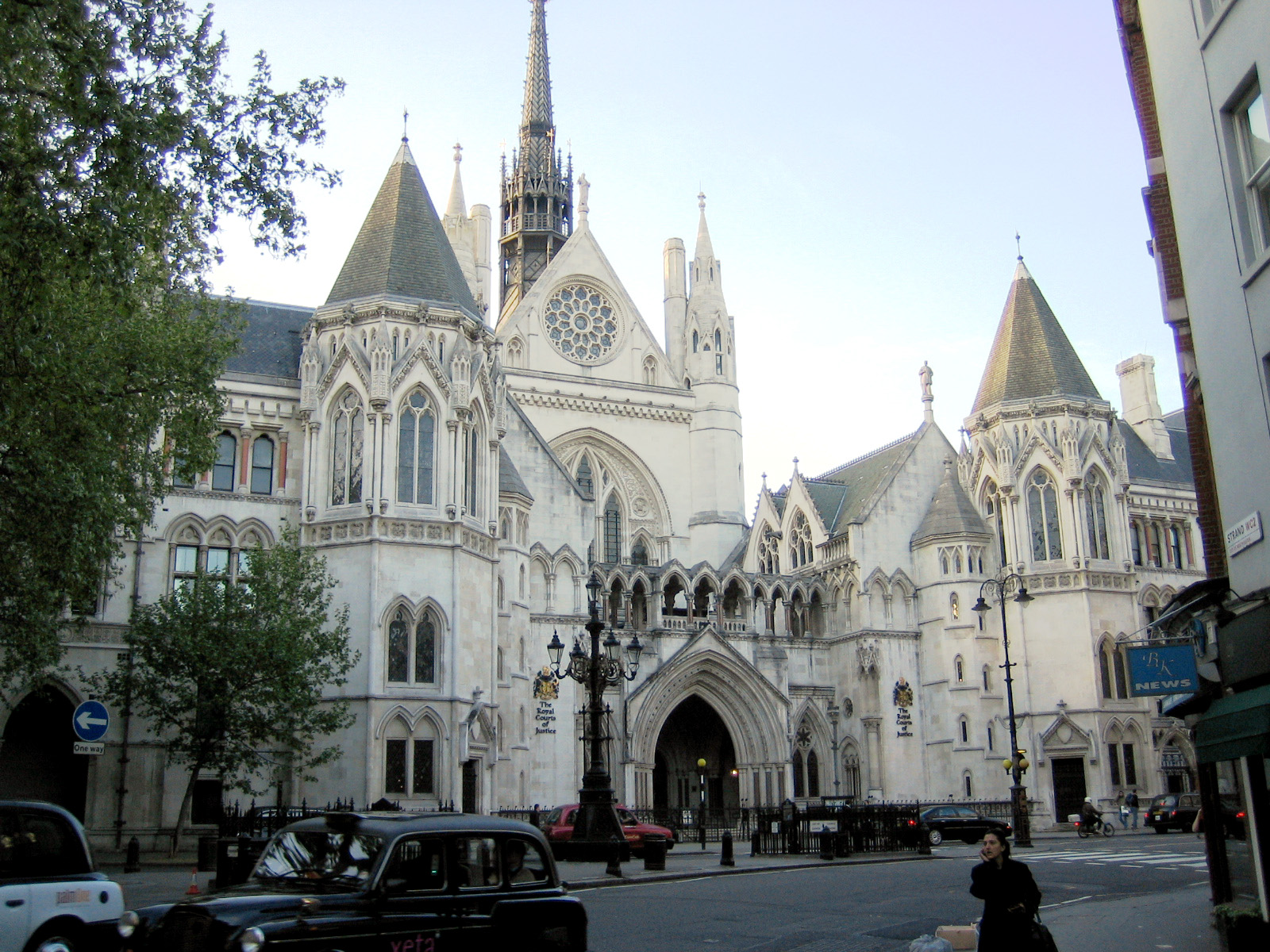
王立裁判所

王立裁判所 (Royal Courts of Justice, 通称'Law Courts') は、ロンドンのオールドウィッチ付近にある建物の名称である。イングランドおよびウェールズの控訴院および高等法院が置かれている。中央裁判所施設と訳すこともある。

## 概要
内部には、上記2つの裁判所等の司法関連の施設に加え、カフェやイベントスペースがあり、クリスマスパーティなどが開催されている。
王立裁判所はウエストミンスター区にあるが、他のロンドン特別区の境界もすぐ近くにある。例えば同建物の前のフリート・ストリートにはシティとの境界線を示すドラゴンの彫像 （テンプルバー）がある。またカムデン区との境界も同建物のすぐ北にある。ロンドン地下鉄の最寄り駅はテンプル駅またはチャンスリー・レーン駅。

## 建物

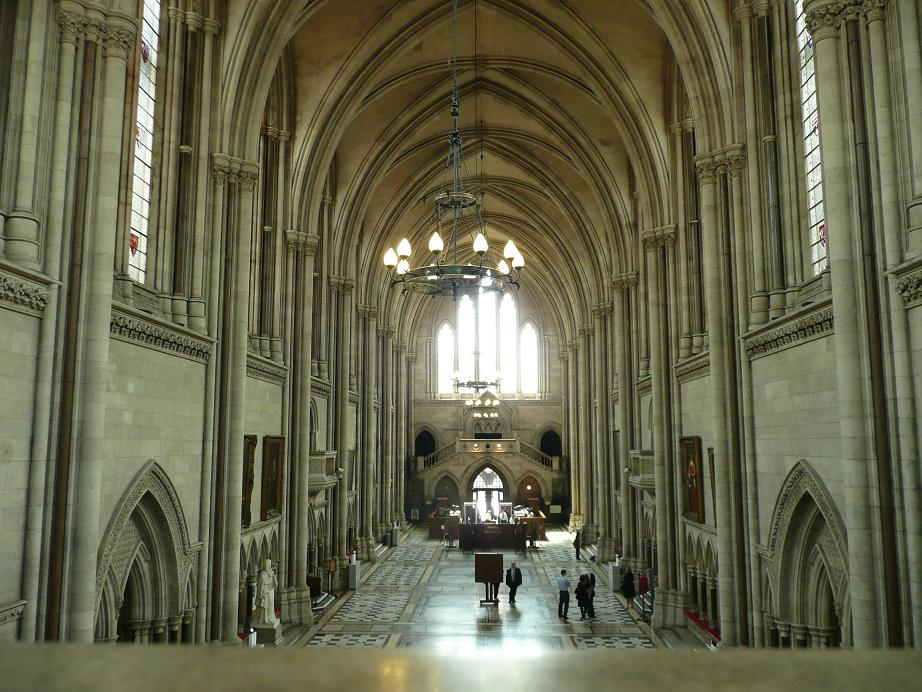
王立裁判所内部

George Edmund Street設計のこの建物は巨大で、東西に140メートル、南北に140メートル、高さ75メートルの大きさを誇る。建設にはポートランド石が3500万個も使われており、部屋数は1000を超え、廊下の長さを合計すると約5.6キロメートルにもなるという。この建物はイギリス指定建造物一級となっており、法律で保護されている 。
王立裁判所は、1866年に英国議会が最高裁判所施設の建設を決めてから、11の設計案の吟味、建設予定地の立ち退きとその補償、建設労働者のストライキなど紆余曲折と8年間の建設期間を経て、1882年12月4日にヴィクトリア女王の手により開設された。設計者のGeorge Edmund Streetはこの建物の完成をみることなく亡くなった。
時代が進むにつれ、司法業務は増大していき、王立裁判所も手狭になってきた。そこで1912年には離婚法廷を扱う部門が入る建物が増築された。この法廷は裁判所初のエアコン付き法廷である。1968年にも増築が行われ、地下に独房も作られ、刑事裁判に用いられたが、現在では家族関連の訴訟を行っている。

## 周辺

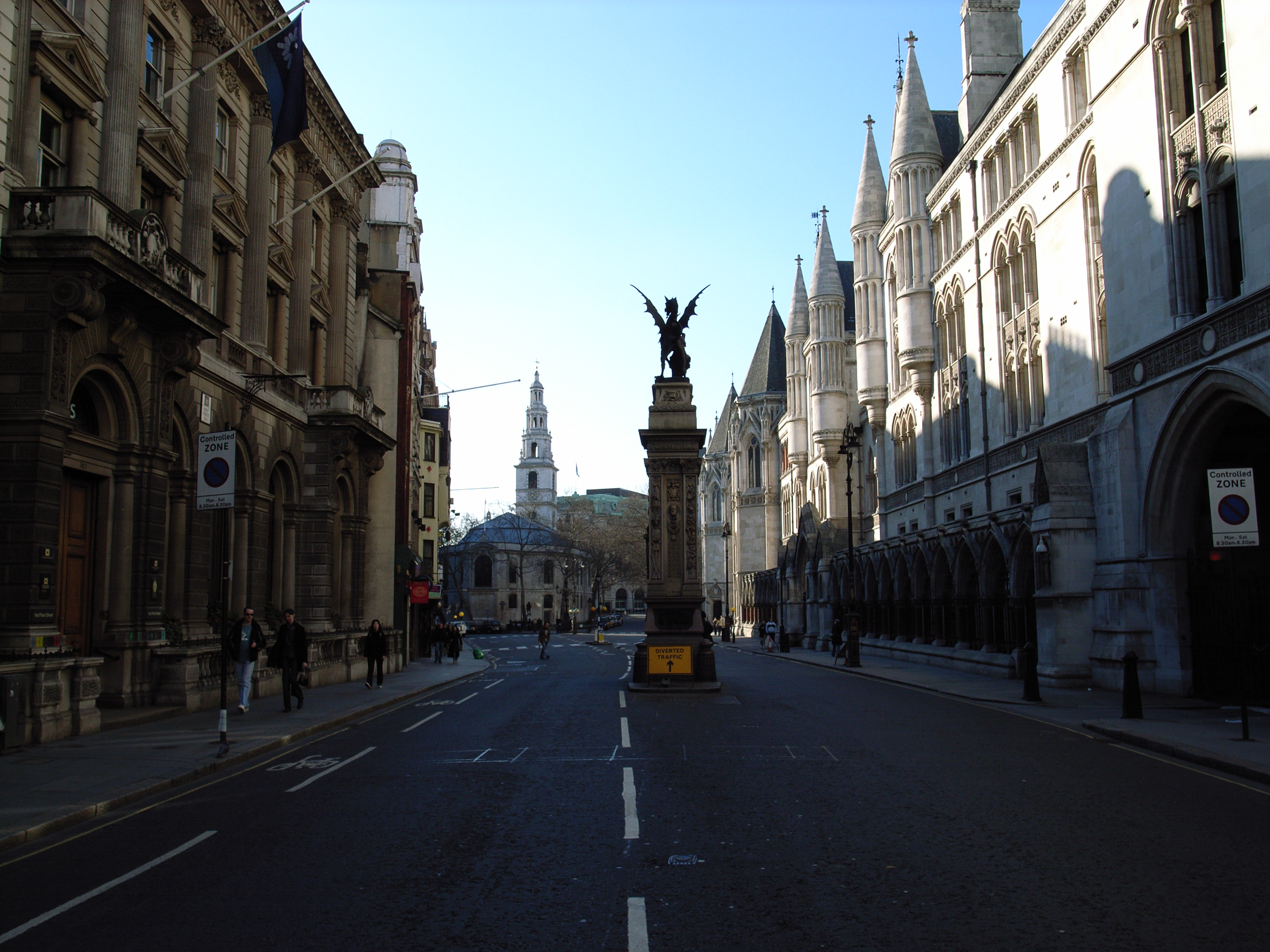
フリート・ストリート及び王立裁判所

王立裁判所の周辺は、弁護士事務所など司法関連の施設が多い。イギリスの四大法曹院（リンカーン法曹院、グレイ法曹院、ミドル・テンプル、インナー・テンプル）も至近距離にある。また裁判官が伝統的に着用しているカツラや法衣などの専門店もある。以前はこの周辺に新聞社の本社も集まっていたが、1980年代半ばに開発されたカナリー・ワーフに移転していった。しかし現在でも、BBCワールドサービスの本社がすぐ近くにあり、世間の注目を集めている事件の裁判の判決時には沢山のメディア関係者が建物前に集まる。
また王立裁判所の西隣はロンドン・スクール・オブ・エコノミクス、2ブロック南にはキングス・カレッジ・ロンドンと周辺に大学も多い。
さらに興味深いところでは紅茶ブランド「トワイニング」の創業の地で同社唯一の直営路面店が王立裁判所の向かいの216 Strandにある。
サミュエル・ジョンソンが英語辞書を編纂した家も王立裁判所から徒歩数分の場所にある。